# Valdemar I al Suediei
Valdemar (n. 1243 – d. 26 decembrie 1302, Comuna Nyköping, Nyköpings län, Suedia) a fost regele Suediei din 1250 până în 1275.
Valdemar a fost fiul prințesei Ingeborg Eriksdotter a Suediei și a Contelui Birger, membru din Casa de Bjelbo. În primii 16 ani ai domniei sale, contele Birger a fost conducătorul real. Birger a fost cunoscut ca un conducător de facto al Suediei din 1248, înainte de domnia lui Valdemar, sub numele de Eric al XI-lea al Suediei. Mama lui Valdemar a fost fiica regelui Eric al X-lea al Suediei și a prințesei Richeza de Danemarca.
Când regele Eric al XI-lea a murit în 1250, Valdemar a fost ales rege. Chiar și după ce Valdemar a împlinit vârsta majoratului în 1257, Birger a deținut un loc puternic în țară. După moartea lui Birger în 1266, Valdemar a intrat în conflict cu fratele său mai mic, Magnus Birgersson, Duce de Södermanland, care dorea tronul pentru el.
În 1260, Valdemar s-a căsătorit cu Sofia a Danemarcei, fiica cea mare a regelui Eric al IV-lea al Danemarcei și a soției sale, Jutta de Saxonia. Valdemar a avut o relație cu sora soției sale, Jutta a Danemarcei, după ce în 1272, Jutta a vizitat Suedia, devenind astfel amanta lui Valdemar. Relația lor a dus la nașterea unui copil în 1273. În anul următor, Jutta a fost trimisă la o mănăstire și Valdemar a fost forțat să facă un pelerinaj la Roma pentru a cere o dezlegare de la Papă.
Valdemar a fost detronat de fratele său mai mic, Magnus, după bătălia de la Hova din Tivede pe 14 iulie 1275. Magnus a fost susținut de fratele lui mai mic, Eric Birgersson, Duce de Smaland și de regele Eric al V-lea al Danemarcei, care i-a furnizat soldați danezi. Magnus a fost ales rege sub numele de Magnus al III-lea al Suediei.
În 1277, Sofia s-a separat de soțul ei și s-a întors în Danemarca. În același an, Valdemar a reușit să câștige provincii din Gothenland în partea de sud a regatului și a fost numit Duce de Götaland; cu toate acestea, Magnus le-a recâștigat în 1278. În 1288, Valdemar a fost închis de regele Magnus în Castelul Nyköping (Nyköpingshus) și a trăit alături de amante în confortabila închisoare.

## Familie
Valdemar și soția sa Sofia au avut împreună șase copii:
- Ingeborg Valdemarsdotter, Contesa de Holstein și s-a căsătorit cu Gerhard al II-lea, Conte de Holstein-Plön.
- Erik Valdemarsson (1272–1330)
- Marina Valdemarsdotter, s-a căsătorit cu Rudolf, Cobte de Diepholz
- Richeza Valdemarsdotter (decedată c. 1292); căsătorită cu Przemysł al II-lea al Poloniei
- Katarina Valdemarsdotter (decedat în 1283)
- Margareta Valdemarsdotter, călugăriță